# Pontificia Universidad Javeriana
La Pontificia Universidad Javeriana (PUJ), establecida en 1623, es una universidad privada católica ubicada en Bogotá y Cali, Colombia.  Durante cinco años seguidos (2018-2022), la revista Times Higher Education la clasificó como la universidad número uno en Colombia, y se colocó en la posición 13 en América Ibérica en la clasificación QS de universidades de 2023. 
Fundada y regentada por la Compañía de Jesús. En esta Universidad Católica y Pontificia, que ejerce su autonomía dentro del orden jurídico y teniendo en cuenta su relación con la Santa Sede, con la Iglesia Católica en Colombia y con la Compañía de Jesús, profesa la libertad de docencia, investigación y expresión, a la vez que procura que todos participen pensando y actuando, no que todos piensen y actúen de la misma manera, dentro del pluralismo ideológico y el ecumenismo religioso que tienen cabida en sus claustros. 
La Universidad se Identifica como comunidad educativa, -integrada por profesores, estudiantes, personal administrativo y egresados-, que sobre la base de los valores y las opciones compartidas, busca el cumplimiento de la Misión institucional. Nuestro objetivo central es la instauración de una sociedad más civilizada, más culta y más justa, inspirada por los valores que proclama el Evangelio. 
El cuerpo estudiantil de la PUJ es diverso, con una matrícula considerable en múltiples disciplinas. Los programas académicos de Medicina y Ciencias Económicas y Administrativas han sido especialmente elogiados, obteniendo reconocimientos de la revista Dinero y del ranking francés Eduniversal. 
La PUJ es miembro de varias organizaciones académicas importantes, incluyendo la Asociación de Universidades Confiadas a la Compañía de Jesús en América Latina (AUSJAL). En términos de calidad institucional, fue la primera universidad de Colombia en recibir la Acreditación Institucional de Alta Calidad del Consejo Nacional de Acreditación (CNA), y ha renovado exitosamente esta acreditación en dos ocasiones.
Además, la PUJ ha mostrado un compromiso significativo con las problemáticas globales en el campo de la educación, desempeñando un papel de liderazgo en la reflexión sobre la tecnología y la ecología integral como parte del Pacto Educativo Global.

## Historia
En el desarrollo histórico de la Universidad se pueden diferenciar claramente dos periodos, el primero de ellos en la época virreinal, comprendido entre 1623 y 1767, año de la expulsión de los jesuitas de los dominios españoles y, por lo tanto, de la interrupción de las labores de la Javeriana. El otro periodo es el contemporáneo, iniciado en 1930, cuando se decidió abrir de nuevo los estudios universitarios que habían existido en el periodo colonial. 

### Periodo Virreinal
El 9 de julio de 1621, el papa Gregorio XV otorga a la Universidad un documento llamado In Supereminenti, el documento jurídico que dio «valor universitario a los cursos dados en los colegios de la Compañía de Jesús en América» y «dio a los grados un valor universal». El rey Felipe III, por medio de la cédula del 2 de febrero de 1622, ordenó a las autoridades de América dar ejecución al documento pontificio, abriendo así el camino para la fundación de la Javeriana en el Colegio de la Compañía de Jesús de Bogotá que hoy se conoce como Colegio Mayor de San Bartolomé. El P. Baltasar Mas, S.J., presentó a la Academia de Santa Fe el Breve Pontificio y la Cédula Real el 13 de junio de 1623. En estas nuevas condiciones, se otorgaron los primeros grados de Bachiller en Artes y Teología, a quienes de tiempo atrás habían aprobado en el Colegio de la Compañía de Jesús de Bogotá, hoy llamado Colegio Mayor de San Bartolomé, los cursos correspondientes.
El 23 de junio de 1704, la Academia de San Francisco Javier fue elevada por Clemente XII a la categoría de Universidad Pública, en virtud del Breve "In Apostolicae dignitatis". El rey de España, por su parte, ratificó el Breve Pontificio. Dos años más tarde se dio comienzo en la Universidad Javeriana a las primeras lecciones de Derecho.
Transcurridos 143 años de labores, el 31 de julio de 1767 los padres de la Compañía de Jesús debieron salir de la capital del Nuevo Reino de Granada. Esta fecha marca la terminación de la primera etapa de la existencia de la Universidad Javeriana.

### Periodo actual
El 1 de octubre de 1930, a los 163 años de haber sido clausurada la Universidad, se firmó el Acta de Fundación de la Universidad Javeriana, restaurada en la Sala Rectoral del Colegio Mayor de San Bartolomé. En 1931 se inauguró el primer año académico con la Misa del Espíritu Santo celebrada en la Iglesia de San Ignacio. El 31 de julio de 1937, fiesta de San Ignacio de Loyola, la Santa Sede erigió canónicamente la Universidad Javeriana, y el 24 de agosto del mismo año aprobó sus estatutos. A comienzos del año siguiente, le otorgó el título de Universidad Pontificia.
La sede de la universidad, en un principio, quedó en la Plaza de Bolívar, en las aulas del Colegio Mayor de San Bartolomé, hasta la década del cuarenta, cuando se trasladó a la carrera Séptima con calle 40, su sede actual. El primer rector (véase Anexo:Rectores de la Universidad Javeriana) fue el Padre José Salvador Restrepo, S.J., quien era el entonces rector del Colegio Mayor de San Bartolomé.
El 6 de octubre de 1970, para dar respuesta a las peticiones de la comunidad vallecaucana y a las gestiones concretas de un grupo de contadores en ejercicio que aspiraban a obtener el título profesional universitario, se inició en Cali un programa de contaduría pública que originó la llamada Extensión de la Universidad Javeriana de Cali. El 20 de noviembre de 1978, el consejo directivo propuso el nombre de Seccional de Cali, con una organización similar a la de la sede central en la capital y bajo las mismas autoridades superiores. El consejo de regentes, a solicitud del consejo directivo, adoptó el nombre de "seccional de Cali".
El 16 de mayo de 1985, los estatutos que regían a la universidad fueron aprobados por el Gobierno Colombiano, en la e Resolución número 11405 del 29 de agosto de 2013 del Ministerio de Educación Nacional. 
El 2001, el Consejo Nacional de Acreditación (CNA) le otorgó la Acreditación Institucional de Alta Calidad. El 6 de marzo de 2012, por un lapso de 8 años, se renovó su acreditación. El 22 de julio de 2020, nuevamente renovó su acreditación, esta vez otorgada por un lapso de 10 años en la categoría Multicampus.

## Identidad Javeriana
Dentro de la Pontificia Universidad Javeriana hay un fuerte componente de Formación Integral en el cual se prioriza promover los principios educativos de la Compañía de Jesús, la construcción de comunidad y el crecimiento interior entendido como un proceso participativo y continuo que busca el desarrollo coherente y equilibrado de sus estudiantes, profesores, administrativos y egresados en todas las dimensiones del ser humano (ética, espiritual, cognitiva, afectiva, comunicativa, estética, sociopolítica, ambiental, social, etc). 
"El fin específico de la Pontificia Universidad Javeriana es la Formación Integral de las personas y la creación, desarrollo, conservación y transmisión de la ciencia y de la cultura de manera que se trascienda lo puramente informativo y técnico". 
El esfuerzo para lograr una Formación Integral exitosa se evidencia en los diferentes campos Javerianos desde la implementación de una Vicerrectoría como es el Medio Universitario, tener como epicentro del campus al Hospital San Ignacio, hasta proyectos y espacios de participación como: Simposio Javeriano Laudato Si y Foros Javerianos. Dentro de esta gran oferta de Formación Integral se destaca su más reciente participación en el Pacto Educativo Global al cual fueron llamados 24, gracias al trabajo que ha realizado la universidad desde hace cinco años profundizando en la encíclica del papa Francisco sobre el cuidado de la casa común, a promover y profundizar el conocimiento en el área de tecnología y ecología integral. Esta reflexión sobre la ecología integral ha transformado los currículos de la Universidad, ha inspirado trabajos de grado, proyectos de investigación y programas de posgrado. Una alianza inteligente para generar un cambio a escala planetaria, para que la educación sea creadora de fraternidad, paz y justicia. 
Temas relacionados con la Formación Integral Javeriana: Compromiso Social, Sostenibilidad, Consultorio Jurídico, Semana por la Paz, Instituto Pensar, Instituto Javeriano del Agua, entre otros.

### Misión
La Pontificia Universidad Javeriana es una institución católica de educación superior, fundada y regentada por la Compañía de Jesús, comprometida con los principios educativos y las orientaciones de la entidad fundadora.
Ejerce la docencia, la investigación y el servicio con excelencia, como universidad  integrada a un país de regiones, con perspectiva global e interdisciplinar, y se propone:
La formación integral de personas que sobresalgan por su alta calidad humana, ética, académica, profesional y por su responsabilidad social; y,
La creación y el desarrollo de conocimiento y de cultura en una perspectiva crítica e innovadora, para el logro de una sociedad justa, sostenible, incluyente, democrática, solidaria y respetuosa de la dignidad humana.
Acuerdo No. 576 del Consejo Directivo Universitario, 26 de abril de 2013 

## Oferta Académica
- 74 programas de Pregrado
- 69 Especializaciones Universitarias
- 48 Especializaciones Médico-Quirúrgicas
- 7 Especializaciones Odontológicas
- 93 Maestrías
- 17 Doctorados

## Emblemas y símbolos
Las siguientes descripciones corresponden a información adquirida del Reglamento General de la Pontificia Universidad Javeriana aprobado en 1979.

Escudo de la Pontificia Universidad Javeriana

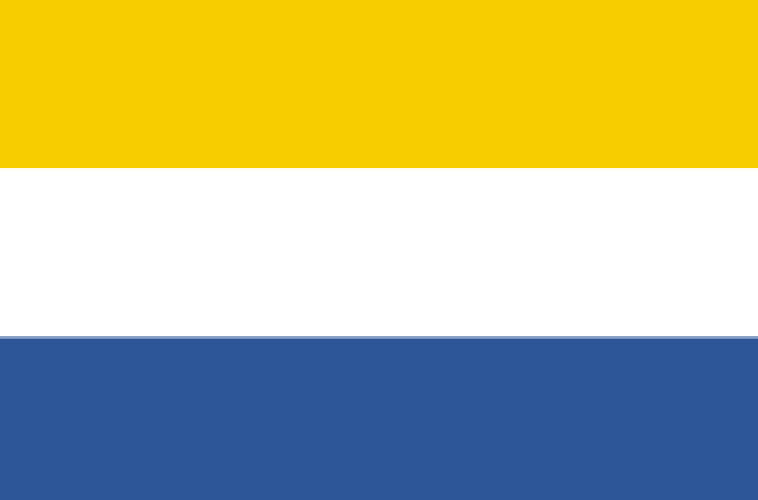
Bandera de la Pontificia Universidad Javeriana

### Escudo
“El escudo está formado por un campo ovalado rodeado de hojas de laurel, símbolo de la excelencia, en el cual se inscriben las letras IHS, tomadas del sello de la Compañía de Jesús; sobre el travesaño de la letra griega eta, escrita en mayúscula, descansa una cruz. Coronan el campo la tiara con sus ínfulas y dos llaves cruzadas, que forman el emblema pontificio.
“Las llaves, símbolo de la misión confiada a San Pedro según el Evangelio, corresponden al logo formado por las primeras dos letras del nombre del apóstol. El monograma que forman las letras IHS corresponde a la abreviatura del nombre de Jesús escrito en griego”.

### Sello
“Es circular y lleva en el centro la imagen de San Francisco Javier, Patrono de la Universidad, rodeada por la leyenda, Pontificia Universidad Javeriana. Completa el círculo de la leyenda en la parte inferior la palabra Colombia, sobre la cual aparece el año 1623, que corresponde al de la inauguración jurídica de la Universidad”.
Este sello fue utilizado por primera vez en 1935, año en que terminaron sus estudios los primeros graduandos de la Universidad. Suele utilizarse en diplomas, actas de grado y piezas ceremoniales. También es utilizado como sello del Rector.

### Bandera
“La bandera consta de tres franjas horizontales, todas de igual anchura: la superior de color amarillo (Process T 5717), la central de color blanco y la inferior de color azul (Bronce 5129). Estos son los tres colores institucionales de la Universidad”.
"Por lo general, la bandera de la Universidad se iza junto a la bandera de Colombia y la de la Santa Sede, en este orden, de izquierda a derecha"

## Rectores
Desde su fundación la Pontificia Universidad Javeriana ha tenido 45 rectores, considerando los dos rectores en ejercicio en la Sede Central y la Seccional Cali. 
Según los Estatutos de la Pontificia Universidad Javeriana, el Rector, quien es la autoridad personal de gobierno a cuyo cargo se halla la dirección general de la Universidad y la representación legal, será nombrado por el Gran Canciller de la Universidad, el P. Arturo Sosa Abascal, S.J. y confirmado por la Santa Sede. El período del Rector será de seis años y podrá ser prorrogado hasta por tres años.
Nota: "Para cumplir sus funciones y de acuerdo con estos Estatutos, la Compañía de Jesús podrá intervenir en la dirección de la Universidad. Designará al Rector de la Universidad, a los Rectores de Seccional, a los Vicerrectores de la Sede Central y de Seccional y a los Decanos de las Facultades Eclesiásticas. Podrá además participar en la designación de otros directivos de la Universidad".

### Sede Central Bogotá
Periodo Colonial
1. Baltasar Mas Burgués, S.J. – 1623
2. Sebastián Murillo, S.J. – 1628
3. Francisco de Fuentes, S.J. – 1636
4. Francisco Sarmiento, S.J. – 1639
5. Baltasar Mas Burgués, S.J. – 1641
6. Juan Manuel, S.J. – 1642 – 1645
7. Pedro Fernández, S.J. – 1646
8. Juan Gregorio, S.J. – 1651
9. Francisco Varaiz, S.J. – 1653
10. Juan Gregorio, S.J. – 1657
11. Gaspar Cujía, S.J. – 1659
12. Bartolomé Pérez, S.J.
13. Juan de Santiago, S.J. – 1673
14. Juan Martínez R., S.J. -1677 – 1681
15. Francisco Alvarez, S.J. – 1682
16. Pedro de Mercado, S.J. – 1686
17. Pedro Calderón, S.J. – 1706
18. Diego de Tapia, S.J. – 1733 – 1734
19. Mateo Mimbela, S.J. – 1735
20. Francisco Cataño, S.J. – 1737
21. Jaime López, S.J. – 1738 -1741
22. Tomás Casabona, S.J. – 1743 – 1749
23. Ignacio Ferrer, S.J. – 1756
24. Manuel Román, S.J. – 1761
25. Manuel Zapata, S.J. – 1764 – 1765
26. Nicolás Candela, S.J. – 1767

Periodo actual
1. José Salvador Restrepo, S.J. 1930 – 1932
2. Jesús María Fernández, S.J. 1932 – 1935
3. Alberto Moreno, S.J. (E) 1935
4. Carlos Ortiz, S.J. 1935 – 1941
5. Francisco Javier Mejía, S.J.(E) 1941
6. Félix Restrepo, S.J. 1941 – 1950
7. Emilio Arango, S.J. 1950 -1955
8. Carlos Ortiz, S.J. (E) 1955 – 1956; (rector) 1956 – 1960
9. Jesús Emilio Ramírez, S.J. 1960 – 1966
10. Fernando Barón, S.J. 1966 – 1970
11. Alfonso Borrero, S.J. 1970 – 1977
12. Roberto Caro, S.J. 1977 – 1983
13. Jorge Hoyos Vásquez, S.J. 1983 – 1989
14. Gerardo Arango Puerta, S.J. 1989 – 1998
15. Gerardo Remolina Vargas, S.J. 1999 – 2007
16. Joaquín Emilio Sánchez, S.J. 2007 – 2014
17. Jorge Humberto Peláez Piedrahita, S.J. 2014 – 2023
18. Luis Fernando Múnera Congote, S.J. 2023 –  Presente

Luis Fernando Múnera Congote, S.J., Rector Sede Central Bogotá
Licenciado en Filosofía de la Pontificia Universidad Javeriana, Bachiller en Teología y doctor en Filosofía del Centro Sèvres de la Compañía de Jesús en París. En la Pontificia Universidad Javeriana, fue decano de la Facultad de Ciencias Políticas y Relaciones Internacionales, y profesor asociado de la Facultad de Filosofía, donde ocupó el cargo de director de carrera. En la Seccional Cali, trabajó en el área de formación social y coordinó la Especialización en Ética y Valores, donde también se desempeñó como profesor de Ética, Política y Filosofía.

### Seccional Cali
Desde la reforma estatutaria que estableció un nuevo esquema directivo, creando el cargo de Rector de Seccional en 2003, han ostentado el cargo:
1. Joaquín Emilio Sánchez, S.J. 2003 – 2007
2. Jorge Humberto Peláez Piedrahita, S.J. 2007 – 2014
3. Luis Felipe Gómez Restrepo, S.J., 2014 – 2023
4. Vicente Durán Casas, S.J., 2023 - Presente

Vicente Durán Casas, S.J., Rector de la Seccional Cali
Licenciado en filosofía (1983) y diplomado en teología (1988) de la Pontificia Universidad Javeriana de Bogotá, Colombia. Doctor en Filosofía de la Hochschulefür Philosophie, Múnich (1995). Es Profesor Titular de filosofía en la Pontificia Universidad Javeriana. Fue decano de la Facultad de Filosofía (1999-2005) de la Javeriana y vicerrector académico de la misma Universidad (2008-2014). Es miembro de la Sociedad Colombiana de Filosofía y de la Sociedad de Estudios Kantianos en Lengua Española SEKLE. Autor de diversos artículos, capítulos de libro y traducciones sobre Kant, la filosofía moderna, ética y filosofía política.

## Campus

### Sede Central Bogotá
La Pontificia Universidad Javeriana cuenta con 18 hectáreas de terreno y cerca de 233.000 metros cuadrados de construcción, expresados en la siguiente infraestructura general: 46 edificios, 2 bibliotecas, 1 emisora, 2 estudios de televisión. Se destacan las últimas edificaciones para la Facultad de Artes, para la Facultad de Ciencias Económicas y Administrativas, y la construcción del Edificio de laboratorios de Ingeniería, Torre Sapiencia y recién finalizado el Edificio de La Facultad de Ciencias. Adicionalmente cuenta con el Hospital Universitario San Ignacio, instituciones bancarias, cafeterías, 7 auditorios, Centro Javeriano de Formación Deportiva, campo de fútbol, edificio de parqueaderos, plazoletas peatonales, jardines, arboledas y zonas verdes, por las que discurre diariamente una población de más de 25.000 personas entre estudiantes, profesores, empleados y visitantes o usuarios de los múltiples servicios universitarios. Cuenta también con una granja experimental en el Municipio de Cogua con 18 hectáreas donde se desarrollan prácticas de diferentes Facultades como Estudios Ambientales y Rurales, Ciencias, Arquitectura y Diseño e Ingeniería, entre otras. La sede está ubicada en el barrio Cataluña, carrera Séptima con calle 42, y consolida su estructura desde 1940. Limita con poderosos referentes de la ciudad como el Parque Nacional, por el sur; la emblemática carrera Séptima, por el occidente; los Cerros Orientales y el tradicional barrio de Chapinero, por el norte. Hoy la Universidad mantiene su condición de campus abierto donde cualquier ciudadano puede recorrer su interior. 
Esta es una breve línea temporal de algunas de las edificaciones más emblemáticas de la Universidad Javeriana:
- 1951: la universidad inicia su desarrollo con la construcción del edificio Emilio Arango, S.J., hoy sede del gobierno central de la Universidad.
- 1955 se edifica el Hospital Universitario San Ignacio y el edificio Barrientos Conto, casas de la Facultad de Medicina.
- 1954: se inaugura el edificio Félix Restrepo, S.J. con los programas de Bacteriología, Arte y Decoración, Derecho, Enfermería, Comercio, Filosofía y Letras y en 1959 el Hogar Universitario Femenino, hoy llamado edificio Carlos Ortiz, S.J.
- 1958: se inauguran los Talleres de Arquitectura.
- 1976: se abre al público el edificio Jesús María Fernandez, S.J. que en la actualidad alberga la Biblioteca Alfonso Borrero Cabal S.J., 20.
- 1980 -1990 se inicia una nueva etapa de desarrollo con edificios como el José Gabriel Maldonado, S.J. para la Facultad de Ingeniería, en 1991; Gabriel Giraldo, S.J., para la Facultad de Ciencias Jurídicas, en 1993; el edificio de aulas Fernando Barón, S.J., en 1996 y en 1998 el edificio de parqueaderos Don Guillermo Castro para 1.200 vehículos.
- 2000: se consolida el desarrollo sur oriental de la Universidad con el edificio Pedro Arrupe, S.J. donde están las facultades Eclesiásticas; el Centro Javeriano de Formación Deportiva y el edificio Manuel Briceño, S.J. para las Facultades de Ciencias Sociales, Psicología y Filosofía, cerrando así un ciclo de desarrollo.
- 2018: se inicia el «Plan Maestro de Desarrollo de Infraestructura de la Universidad»[18] junto con una estricta Política Ecológica y Ambiental.[19] Dentro del plan se encuentra la construcción del edificio de la Facultad de Artes, edificio Jorge Hoyos, S.J; Centro Ático, Unidad de Biología Comparativa; el edificio de Laboratorio de Ingeniería; la nueva sede de Facultad de Ciencias y las instalaciones para Educación Continua en la calle 125. La tercera etapa del Plan Maestro proyecta la construcción de la nueva sede para el Hospital Universitario San Ignacio; un auditorio con capacidad para 1,800 personas; la Faculdad de Arquitectura y la ampliación de la zona deportiva con una piscina arriba de la circunvalar.

### Seccional Cali
El campus de la Pontificia Universidad Javeriana de Cali está localizado en el sur de la ciudad, en Pance, al pie de los Farallones de Cali, que forman parte de la Cordillera de los Andes, en un ambiente totalmente campestre donde abunda la vegetación y fauna propia de la región. El campus está compuesto de ocho edificios (Las Palmas, Guayacanes, Aulas del Lago, Administrativo, Samán, Almendros, Educación Continua, Las Acacias y El Cedro Rosado (recientemente inaugurado). Actualmente se están construyendo dos edificios más dentro del campus, que cuenta también con cinco cafeterías en las que se reparten más de una docena de opciones gastronómicas entre restaurantes, heladerías, comida mexicana, comida vegetariana y otros; la Tienda Javeriana, dos sedes del supermercado la Mercateria, una en el edificio Guayacanes  y la otra en el edificio Almendros. También cuenta con un amplio parqueadero que rodea la totalidad del campus, una sucursal del Banco CorpBanca y una filial para MBA del Fox School of Business de Temple University.
La Facultad de Ciencias Económicas y Administrativas cuenta con acreditación internacional AACSB y posee convenios de doble titulación para programas de pregrado y maestría con la Universidad de París 1 Panthéon-Sorbonne y la Universidad Católica de Lille en Francia, así como con la IQS School of Management de la Universidad Ramon Llull en España. La Facultad está dotada de una amplia gama de laboratorios y centros orientados a la práctica de los negocios, las finanzas y la economía; entre ellos se encuentran: el Laboratorio de Contabilidad y Finanzas (punto de la Bolsa de Valores de Colombia), el Laboratorio Design Factory, el Laboratorio de Mercadeo, Logística y Consumo Masivo; el Laboratorio de Juegos y Pensamiento Estratégico, el Laboratorio de Economía Aplicada (LEA) y el Centro de Innovación y Emprendimiento Campus Nova que impulsa las iniciativas empresariales de los estudiantes.
La Facultad de Ingeniería y Ciencias recibió la reacreditación internacional  ABET en 2022 y cuenta con convenios de doble titulación a nivel de pregrado y posgrado con el Politécnico de Turín y el Politécnico de Milán en Italia, la Escuela Nacional Superior de Electrónica, Electrotécnica, Informática, Hidráulica y Telecomunicaciones en Francia y la Universidad de Aizu en Japón. Además, se encuentra equipada con modernos centros y laboratorios especializados como el Centro de Automatización de procesos (CAP), el Laboratorio Central de Mezclas, el Laboratorio de Ingeniería Industrial, el Laboratorio de Investigaciones Ambientales, el Laboratorio de Materiales, el Laboratorio de Suelos y el Laboratorio de Telecomunicaciones - Cisco.

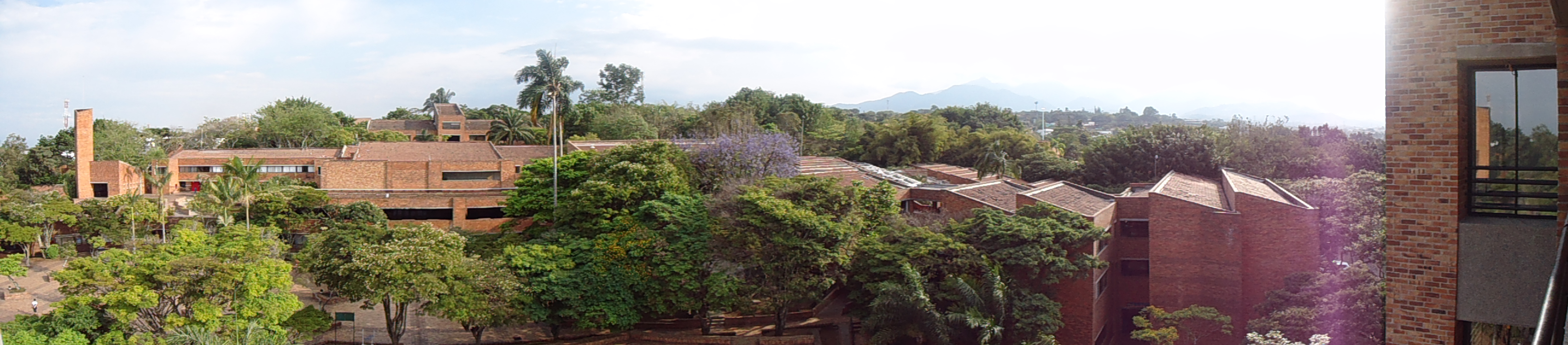
Panorámica del campus de la Pontificia Universidad Javeriana, Seccional Cali

La Seccional cuenta también con uno de los sistemas de bibliotecas más completos del suroccidente colombiano compuesto de la Biblioteca Central y otras tres bibliotecas satélites; el Auditorio Alfonso Borrero Cabal S.J.; el Centro de Entrenamiento Hospital Simulado - Laboratorio de Simulación Clínica; el Centro Deportivo Loyola, adyacente al campus universitario cuyo fin es promover la actividad deportiva en los estudiantes; el Centro de Idiomas, con una amplia variedad de cursos de idiomas extranjeros en todos los niveles; y el Centro de Escritura Javeriano, primero en su especialidad en Colombia, cuyo propósito es ayudar a los estudiantes a desarrollar sus habilidades de producción de textos.

## Bibliotecas

### Sede Central Bogotá
Cuenta con la Biblioteca General Alfonso Borrero Cabal, S.J., la Biblioteca de Filosofía y Teología Mario Valenzuela, S.J., la Biblioteca de Bioética Alfonso Llano Escobar, S.J. y la Biblioteca del Centro Ignaciano de Reflexión y Ejercicios CIRE.
Las bibliotecas de la Pontificia Universidad Javeriana son mediadoras de la interacción entre su comunidad educativa y otros interesados externos con los servicios asociados a las colecciones bibliográficas, recursos e infraestructura física y tecnológica, creados y ofrecidos a partir de las tendencias y necesidades de información de esa comunidad.
Colecciones
Entre las cuatro bibliotecas se cuenta con más de 430.000 volúmenes de libros impresos, más de 500.000 libros electrónicos, más de 160 bases de datos, más de 38.000 revistas electrónicas, más de 6.000 revistas impresas, más de 11.000 títulos de películas y más de 4.800 grabaciones sonoras. Adicionalmente, se cuenta con más de 68.000 títulos de trabajos de grado y tesis de estudiantes graduados de la Universidad.
La Biblioteca de Filosofía y Teología es clasificada como la mejor de estas disciplinas en América Latina. 
Entre las dos salas de libros valiosos de la Pontificia Universidad Javeriana (ubicadas en la Biblioteca General y en la Biblioteca de Filosofía y Teología) se conservan unos 5 000 volúmenes desde 1481, hasta cerca del año 1800. Se cuenta con doce incunables (libros impresos antes de 1501 de historia, medicina, filosofía, teología y predicación). El libro más antiguo de la Biblioteca General data del año 1497. En esa biblioteca también se encuentra el libro Cuaderno de viajes de Francisco José de Caldas, cuatro libros de Alexander von Humboldt, la novela original El doctor Temis de José María Ángel Gaitán, entre otros.
Ambientes de estudio y servicios de préstamo
Las Bibliotecas ofrecen ambientes de estudio individual, grupal, de formación y lúdicos para las diferentes necesidades de trabajo de su comunidad. 
La Biblioteca General cuenta con nueve pisos. En los pisos 4, 3, 1 y 0 se ubican las salas y cubículos de estudio individual y en los pisos 4, 2, 1, 0 y sótano 2 las salas de estudio grupal. Además, ofrece salas de formación como la Sala de Mercados de Capital, las Salas de tutorías, la Sala de capacitaciones, el Centro de Escritura y el Estudio de grabación.
También brinda a la comunidad la Sala de televisores, la Sala interactiva y el Auditorio Jesús María Fernández, S.J. en el sótano 1, así como exposiciones entre los pisos 0 y 1. A su vez, ofrece salas especializadas como las Salas de libros antiguos y valiosos, la Sala de periódicos, la Sala de música, la Sala de tesis y la Hemeroteca.  
La Biblioteca de Filosofía y Teología, la Biblioteca de Bioética y la Biblioteca del CIRE ofrecen espacios de estudio individual y en la primera se prestan portátiles. 
Además, en la Biblioteca General se prestan equipos de escritorio, portátiles, consolas de videojuegos, reproductores de video, lectores de microfichas y pantallas inteligentes. También ofrece el servicio de préstamo a domicilio e interbibliotecario y desde 2002 es la única en Colombia que ofrece atención 24 horas. 
Servicios de apoyo al aprendizaje e investigación
La Biblioteca General cuenta con 12 bibliotecólogos especializados en las diferentes áreas del conocimiento que ofrecen servicios de apoyo al aprendizaje y la investigación como búsqueda de información académica y científica, uso de gestores bibliográficos y apoyo en buenas prácticas de citación, actualización o reemplazo de bibliografía de syllabus, visualización científica y redes de colaboración, inteligencia científica, publicación de productos académicos y apoyo en la construcción de la identidad digital de investigador.
Servicios de promoción de lectura
La Biblioteca General también ofrece actividades de promoción de lectura como Clubes de lectura, Hora del cuento y Charlas y Tertulias con autores, Exposiciones y Biblocinema. Además, realiza donaciones de libros a otras entidades educativas y comunidades vulnerables.
Certificaciones, adaptaciones y premios
En el año 2009, la Cadena de Información Bibliográfica de la Biblioteca General se certificó bajo la norma de Calidad ISO 9001:2008 a partir de un proceso de compromiso para formalizar la importancia del usuario, de su satisfacción de necesidades de información y de la entrega de recursos y servicios de calidad, con infraestructura adecuada y talento humano capacitado. 
En 2020 la Biblioteca General se adaptó a los retos de la pandemia por COVID 19. Se fortalecieron los servicios virtuales, se adaptaron los servicios presenciales a los protocolos de bioseguridad y se cualificaron las colecciones para responder a la bibliografía de los syllabus y a las necesidades académicas e investigativas. Además, se adoptó el trabajo colaborativo con otras unidades de la Universidad y entidades externas como clave de la gestión.
Ese mismo año el Repositorio Institucional de la Javeriana ocupó el primer lugar a escala nacional, y el 149 a nivel mundial, en el Transparent Ranking de Repositorios Institucionales de Webometrics. 

### Seccional Cali
El sistema de bibliotecas está conformado por la Biblioteca General y otras tres bibliotecas satélites, dos ubicadas dentro del campus y una en el Consultorio Jurídico de la Carrera de Derecho en el centro de la ciudad.
Las cuatro bibliotecas albergan más de 300.000 volúmenes de documentos impresos y digitales en todas las áreas del saber y en diferentes formatos. Además, cuentan con servicios de consulta y préstamo interbibliotecario de la Biblioteca Alfonso Borrero Cabal, S.J. de la sede de Bogotá, que posee uno de los acervos bibliográficos más extensos del país.
Los estudiantes, profesores y egresados tienen acceso a numerosas bases de datos y herramientas para la investigación como EndNOte, Multibuscador, IsiWeb, Journal Citation Report, Publindex, RefWorks, Latindex, Bowker's Global Books, Tesauro de Economía - IEDCYT, Tesauro  Psicología - IEDCYT, Tesauro Humanidades y Ciencias Sociales - Unesco, Tesauro Ciencias de la Salud - bvs. Los estudiantes pueden acceder a cubículos de estudio individual y salas de estudio grupal. 
El sistema de bibliotecas cuenta con un recurso de conmutación bibliográfica que permite reproducir artículos de revistas, conferencias, patentes o capítulos de libros existentes en otras bibliotecas a nivel local, nacional e internacional, a través del convenio Istec, Anahuac y la suscripción a la British Library. Así mismo, ofrece un servicio de Diseminación Selectiva de Información (DSI) que informa a los docentes e investigadores acerca del material adquirido por la biblioteca en las áreas de su interés. 
Centro de Recursos para el Aprendizaje y la Investigación (CRAI)
Es un espacio de convergencia de servicios centrados en las necesidades de los estudiantes, docentes e investigadores. Este centro permite la creación, la producción, el uso y la gestión de los recursos, contribuyendo a la mejora de la calidad de los procesos de enseñanza, aprendizaje e investigación, acorde a las dinámicas de modernización de la educación superior. En esa convergencia de servicios y recursos, que dan soporte a las funciones sustantivas, se encuentran: servicios informáticos, acceso documental, formación de usuarios, creación de contenidos, espacios de aprendizaje, laboratorios, entre otros.

## Facultades e Institutos

### Sede Central Bogotá
- Facultad de Arquitectura
- Facultad de Artes
- Facultad de Ciencias
- Facultad de Ciencias Económicas y Administrativas
- Facultad de Ciencias Jurídicas
- Facultad de Ciencias Políticas y Relaciones Internacionales
- Facultad de Ciencias Sociales
- Facultad de Comunicación y lenguaje
- Facultad de Derecho Canónico
- Facultad de Educación
- Facultad de Enfermería
- Facultad de Estudios Ambientales y Rurales
- Facultad de Filosofía
- Facultad de Ingeniería
- Facultad de Medicina
- Facultad de Odontología
- Facultad de Psicología
- Facultad de Teología
- Instituto de Bioética
- Instituto Pensar
- Instituto Salud Pública

### Seccional Cali
- Facultad de Ciencias Económicas y Administrativas
- Facultad de Ciencias de la Salud
- Facultad de Creación y Hábitat
- Facultad de Humanidades y Ciencias Sociales
- Facultad de Ingeniería y Ciencias